# Wanda Poradowska

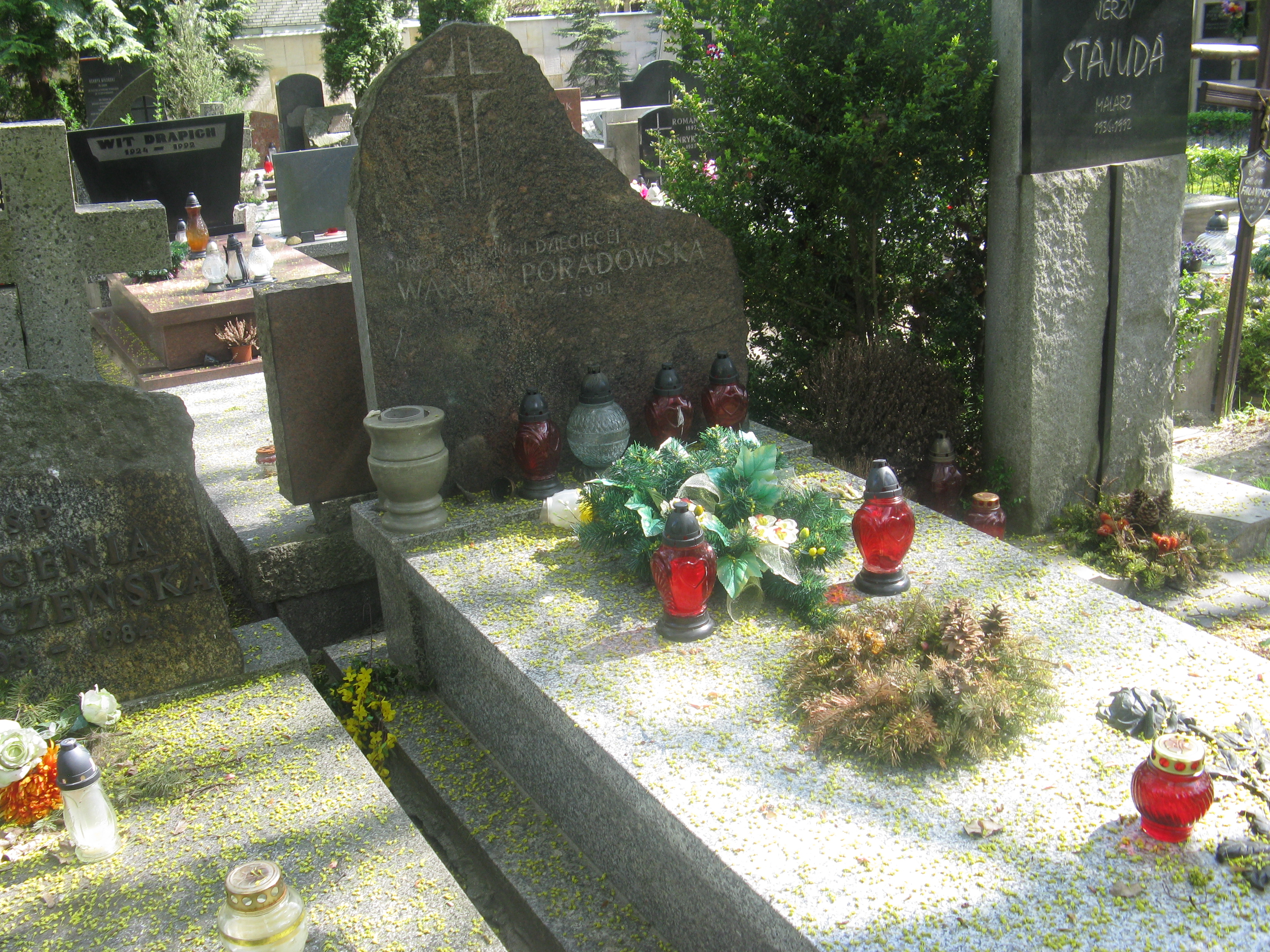
Grób Wandy Poradowskiej na cmentarzu Wojskowym na Powązkach

Wanda Stanisława Poradowska (ur. 13 lutego 1912 w Kaliszu, zm. 11 sierpnia 1991 w Warszawie) – prof. dr hab. medycyny, chirurg dziecięcy.

## Życiorys
Urodziła się 13 lutego 1912 w Kaliszu, w rodzinie Stanisława. W 1929 ukończyła Państwowe Żeńskie Gimnazjum im. Anny Jagiellonki. Po uzyskaniu świadectwa dojrzałości pracowała jako korepetytorka i nauczycielka domowa. W latach 1932–1935 studiowała medycynę na Wydziale Lekarskim Uniwersytetu Poznańskiego, a w latach 1935–1938 Uniwersytetu Józefa Piłsudskiego w Warszawie. Po dyplomie w 1938 odbyła staż kliniczny w Szpitalu Ubezpieczalni Społecznej w Warszawie. W 1939 rozpoczęła pracę w Zakładzie Anatomii Patologicznej UW.
Podczas okupacji niemieckiej, na początku 1940 została przeniesiona do Szpitala Zakaźnego św. Stanisława. Pracowała na stanowisku asystenta w oddziale obserwacyjnym i zakładzie anatomopatologii, prowadząc jednocześnie tajne nauczanie studentów medycyny konspiracyjnego Wydziału Lekarskiego UW i słuchaczy Prywatnej Szkoły Zawodowej dla Pomocniczego Personelu Sanitarnego. Od 1 listopada 1942 pracowała na stanowisku lekarza miejscowego w Klinice Pediatrycznej UW, jednocześnie była zatrudniona w oddziale chirurgiczno-ortopedycznym tej kliniki. Działała w konspiracji, zaprzysiężona w podziemnej organizacji Służba Zwycięstwu Polski, a następnie w Związku Walki Zbrojnej, wydawała fałszywe świadectwa zgonu poszukiwanym przez gestapo oficerom Wojska Polskiego. Podczas powstania warszawskiego, w szpitalu polowym przy ul. Siennej 51 podporządkowanym Zgrupowaniu „Chrobry II” Armii Krajowej udzielała pomocy lekarskiej rannym dzieciom i powstańcom. Po upadku powstania wysiedlona do Milanówka.
Po wojnie, w latach 1945–1948 kierowała przychodnią gruźlicy kostno-stawowej w Ośrodku Zdrowia przy ul. Marszałkowskiej 24. Dzięki stypendium Fundacji Rockefellera, od 1 marca 1948 do 1 maja 1949 szkoliła się w zakresie chirurgii pediatrycznej i torakochirurgii w klinikach dziecięcych w Kanadzie, Stanach Zjednoczonych i Francji. W 1949 została powołana przez Ministra Zdrowia i Opieki Społecznej na stanowisko zastępcy specjalisty krajowego ds. chirurgii dziecięcej. Do 1956 pełniła także obowiązki specjalisty wojewódzkiego w województwach: warszawskim, kieleckim, łódzkim i opolskim. 1 grudnia 1952 została powołana na stanowisko kierownika Kliniki Chirurgii Dziecięcej Instytutu Matki i Dziecka w Warszawie. W latach 1953–1980 była członkiem Rady Naukowej Instytutu, w latach 1960–1980 z ramienia Instytutu była krajowym konsultantem chirurgii dziecięcej, a od 1962 przewodniczącą Zespołu Wad Rozwojowych i Genetyki. Od 1962 była też członkiem Komisji Chirurgii Plastycznej przy Ministrze Zdrowia i Opieki Społecznej oraz Komisji ds. Oznaczania Płci. Od 1967 uczestniczyła w komisji kwalifikacyjnej kandydatów na wyjazdy naukowe zagraniczne. Od 16 kwietnia do 31 marca 1979 przewodniczyła Wyższej Komisji Dyscyplinarnej dla pracowników instytutów naukowo-badawczych resortu zdrowia i opieki społecznej.
W 1966 założyła Polskie Towarzystwo Chirurgów Dziecięcych, którego została członkiem honorowym. Ponadto była członkiem Polskiego Towarzystwa Pediatrycznego, Towarzystwa Chirurgów Polskich (także przewodniczącą Sekcji Chirurgii Plastycznej, w 1951 założyła Sekcję Chirurgii Dziecięcej), Towarzystwa Walki z Kalectwem, Polskiego Towarzystwa Ortopedów i Traumatologów, Brytyjskiego Stowarzyszenia Chirurgów Dziecięcych, Międzynarodowego Towarzystwa Pediatrycznego.
Zmarła w Warszawie, pochowana na cmentarzu Wojskowym na Powązkach (kwatera A II-8-30).

## Droga naukowa
- 1949 – doktorat
- 1954 – habilitacja
- 1959 – profesor nadzwyczajny
- 1972 – profesor zwyczajny

## Publikacje
- autorka i współautorka ponad 200 prac z zakresu diagnostyki i leczenia chirurgicznego noworodków i dzieci
- współautorka anglojęzycznej monografii Surgical Lung Diseases In Childhood
- redaktor podręcznika Chirurgia wieku dziecięcego: wybrane zagadnienia (wyd. PZWL, 1978)

## Ordery i odznaczenia
- Krzyż Komandorski Orderu Odrodzenia Polski (1974)
- Krzyż Oficerski Orderu Odrodzenia Polski (1964)
- Krzyż Kawalerski Orderu Odrodzenia Polski (1958)
- Złoty Krzyż Zasługi (9 lipca 1954)[2]
- Krzyż Walecznych (1959)
- Medal 10-lecia Polski Ludowej (13 stycznia 1955)[4]
- Odznaka 1000-lecia Państwa Polskiego (1967)
- Odznaka honorowa „Za wzorową pracę w służbie zdrowia” (1959)
- Odznaka tytułu honorowego „Zasłużony Lekarz Polskiej Rzeczypospolitej Ludowej” (1987)

Źródło: Towarzystwo Lekarskie Warszawskie.